# 联合国危险货物编号
联合国危险货物编号（UN number）是一组4位数字的编号，它们可以被用来识别有商业价值的危险物质和货物（例如爆炸物或是有毒物质）。这种数字架构在国际贸易当中被广泛使用，以便于标注货运容器的内容。

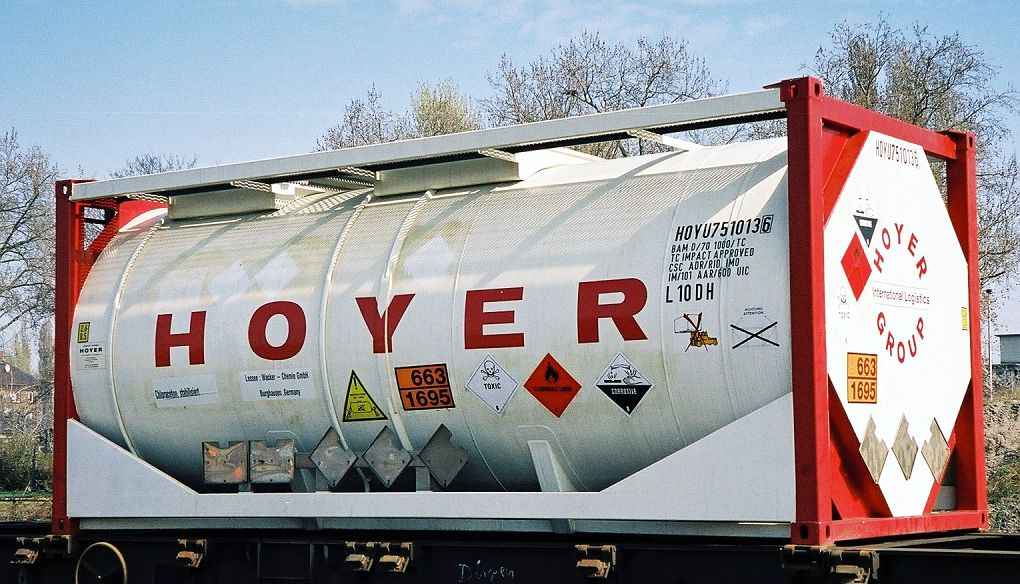
貼有數個危險性物質標誌以及聯合國危險貨物編號1695的氯丙酮液罐貨櫃

## 属性
某些化合物有它们自己的联合国危险货物编号（比方说丙烯酰胺是UN2074），同时某些具有类似属性的化学品或货物的联合国危险货物编号也是相同的（例如打火机和可燃气体都是UN1057）。如果一种化学品在固态和液态下，或者在不同纯度下的危险属性具有相当大的差别的话，它会因为它的两种属性分别得到一个联合国危险货物编号。
从UN0001到大约UN3500的编号都是由联合国危险物品运送专家委员会制定的。这些编号在《关于危险货物运输的建议书》中公布。协调各种运输方式的一些组织机构已经在使用这一系统。

## 危险货物分类
联合国还有一套危险货物分类与编号配合，用于识别危险品所属的类别和项别。比方说，丙烯酰胺属6.1项，打火机属2.1项。如果一种物质具有多种危险，那么在主分类之外还需要列出补充分类。
| Class 1.1: Explosives |
| 1.1：炸藥             |

| Class 1.2: Explosives |
| 1.2：炸藥             |

| Class 1.3: Explosives |
| 1.3：炸藥             |

| Class 1.4: Explosives |
| 1.4：爆炸品           |

| Class 1.5: Blasting Agents |
| 1.5：爆破劑                |

| Class 1.6: Explosives |
| 1.6：炸藥             |

| Class 2.1: Flammable Gas |
| 2.1：易燃性氣體          |

| Class 2.2: Nonflammable Gas |
| 2.2：非易燃性氣體           |

| Class 2.3: Poisonous Gas |
| 2.3：毒性氣體            |

| Class 3: Flammable Liquids |
| 3：易燃性液體              |

| Class 3: Combustible (Alternate Placard) |
| 3: 易燃（替代標語牌）                    |

| Class 3: Fuel Oil (Alternate Placard) |
| 3: 燃料油（替代標語牌）               |

| Class 3: Gasoline (Alternate Placard) |
| 3：汽油（替代標語牌）                 |

| Class 4.1: Flammable Solids |
| 4.1：易燃固體               |

| Class 4.2: Spontaneously Combustible Solids |
| 4.2: 自燃物質                               |

| Class 4.3: Dangerous when Wet |
| 4.3：禁水性物質               |

| Class 5.1: Oxidizing Agent |
| 5.1：氧化物                |

| Class 5.2: Organic Peroxide Oxidizing Agent |
| 5.2：有機過氧化物                           |

| Class 6.1: Poison |
| 6.1：毒性物質     |

| Class 6.2: Biohazard |
| 6.2：傳染性物質      |

| Class 7: Radioactive |
| 7：二級放射性物質    |

| Class 8: Corrosive |
| 8：腐蝕性物質      |

| Class 9: Miscellaneous |
| 9：其他危險品          |

注意，货物编号与分类号的编排没有关系。若要从货物编号求分类号，只能单独查表。

## 北美危险货物编号
北美危险货物编号（NA numbers，又DOT numbers）是由美国运输部（Department of Transportation）制定的一套危险物质识别号。货物的北美编号与联合国编号相同；但有些货物没有联合国编号，它们的北美编号使用NA8000到NA9999号段。